# György Szalai
Pour les articles homonymes, voir Szalai.
Dans le nom hongrois Szalai György, le nom de famille précède le prénom, mais cet article utilise l’ordre habituel en français György Szalai, où le prénom précède le nom.
György Szalai (né le 14 février 1951 à Gádoros) est un haltérophile hongrois.

## Carrière
György Szalai participe aux Jeux olympiques de 1980 à Moscou et remporte la médaille de bronze dans la catégorie des poids lourds.